# Список эпизодов телесериала «Герои»
Список эпизодов американского фантастического телесериала «Герои», созданного Тимом Крингом. Премьера остоялась на канале NBC 25 сентября 2006 года.
В сериале рассказывается история людей, которые ничем не выделялись среди остальных, пока в них не пробудились невероятные способности: телепатия, умение летать, способность путешествовать во времени и пространстве, копировать способности других, излучать радиацию и многие другие. Вскоре эти люди понимают, что им уготована решающая роль в предотвращении катастрофы, которая может унести жизни многих миллионов людей и навсегда изменить мир.

## Обзор
| Сезон | Сезон | Название      | Эпизоды | Оригинальная дата показа | Оригинальная дата показа |
| Сезон | Сезон | Название      | Эпизоды | Премьера сезона          | Финал сезона             |
| ----- | ----- | ------------- | ------- | ------------------------ | ------------------------ |
|       | 1     | Происхождение | 23      | 25 сентября 2006         | 21 мая 2007              |
|       | 2     | Поколения     | 11      | 24 сентября 2007         | 3 декабря 2007           |
|       | 3     | Злодеи        | 25      | 22 сентября 2008         | 15 декабря 2008          |
|       | 3     | Беглецы       | 25      | 2 февраля 2009           | 27 апреля 2009           |
|       | 4     | Искупление    | 19      | 21 сентября 2009         | 8 февраля 2010           |

## Первый сезон (2006—2007)
Первый сезон включает в себя 23 серии, объединённые в том «Происхождение» (англ. Genesis). Премьера состоялась 26 сентября 2006 года. Показ сериала дважды прерывался: с 4 декабря 2006 года по 22 января 2007 года и c 5 марта по 23 апреля 2007 года, в результате чего финал сезона вышел в эфир только 21 мая 2007 года.

### Том 1 — «Происхождение» /Genesis
| № общий | № в сезоне | Название                                                       | Режиссёр        | Автор сценария              | Дата премьеры    | Зрители в США (млн) |
| --- | ---------- | -------------------------------------------------------------- | --------------- | --------------------------- | ---------------- | ------------------- |
| 1 | 1          | «Genesis» «Происхождение»                                      | Дэвид Семел     | Тим Кринг                   | 25 сентября 2006 | 14.10               |
| Действие происходит в день солнечного затмения. Питеру Петрелли (Нью-Йорк), медбрату, ухаживающему за умирающим, снятся сны в которых он летает. В конце эпизода Питер спрыгнул с крыши здания и был подхвачен своим братом. Брат Питера - Нейтан Петрелли (Нью-Йорк) баллотируется в конгресс. Просит Питера помочь ему в предвыборной кампании, но тот отказывает ему. Мохиндер Суреш узнаёт о смерти своего отца в Нью-Йорке. Приехав из Индии в квартиру отца, обнаруживает там постороннего человека. Позже снимает ту же комнату, где жил его отец и устраивается водителем такси. Никки Сандерс ( Лас-Вегас, Невада), работает интернет-стриптизёршей. В своём отражении в зеркале видит другую себя. Пытается вернуть долг Линдерману. Вернувшись домой за вещами, обнаруживает двух человек, работающих на него. Они заставляют её для уменьшения суммы долга танцевать стриптиз. Она отключается, а очнувшись, видит, что те мертвы. Клер Беннет (Одесса, Техас) - девушка из команды поддержки (черлидер) обнаружила способность регенерации. Свои попытки «самоубийства» записывает на видео. После очередной такой попытки спасает из горящего поезда человека. Хиро Накамура (Токио, Япония) - отчаянно хочет стать героем. Находясь на рабочем месте, остановил время на секунду. В конце эпизода телепортируется в Нью-Йорк. Айзек Мендес (Нью-Йорк) - художник, рисующий будущее находясь под действием наркотиков. Нарисовал на полу картину взрыва Нью-Йорка. |            |                                                                |                 |                             |                  |                     |
| 2 | 2          | «Don’t look back» «Не оглядывайся назад»                       | Аллан Аркуш     | Тим Кринг                   | 2 октября 2006   | 12.96               |
| 3 | 3          | «One Giant Leap» «Гигантский скачок»                           | Грег Биман      | Джеф Лоуб                   | 9 октября 2006   | 13.34               |
| 4 | 4          | «Collision» «Столкновение»                                     | Эрнест Дикерсон | Брайан Фуллер               | 16 октября 2006  | 12.96               |
| 5 | 5          | «Hiros» «Хиро»                                                 | Пол Шапиро      | Майкл Грин                  | 23 октября 2006  | 14.45               |
| 6 | 6          | «Better Halves» «Наши лучшие половины»                         | Грег Биман      | Натали Чейдез               | 6 ноября 2006    | 14.89               |
| 7 | 7          | «Nothing to Hide» «Скрывать нечего»                            | Донна Дейч      | Джесси Александер           | 6 ноября 2006    | 14.47               |
| 8 | 8          | «Seven Minutes to Midnight» «Семь минут до полуночи»           | Пол Эдвардс     | Тим Кринг                   | 13 ноября 2006   | 15.08               |
| 9 | 9          | «Homecoming» «Бал выпускников»                                 | Грег Биман      | Адам Армус, Нора Кэй Фостер | 20 ноября 2006   | 16.03               |
| 10 | 10         | «Six Months Ago» «6 месяцев назад»                             | Аллан Аркуш     | Арон Эли Колейт             | 27 ноября 2006   | 15.56               |
| Показаны события полугодовой давности: тайна о личности Джессики наконец раскрыта, Клэр вступает в команду поддержки, а её отец встречается с ученым-генетиком из Индии, который считает что Клэр обладает некими способностями. Те же предположения у него есть и по поводу Габриэла Грея, часовщика который с легкостью понимает как устроены вещи. В это же время Хиро Накамура понимает что переместился на полгода назад и пытается уговорить Чарли уехать из штатов в Японию. Нейтан Петрелли вместе со своей женой попадает в аварию, вследствие которой женщина лишается возможности ходить. |            |                                                                |                 |                             |                  |                     |
| 11 | 11         | «Fallout» «Падение»                                            | Джон Бэдэм      | Джо Покаски                 | 4 декабря 2006   | 14.94               |
| Никки, вновь обретя контроль над собой, находит Диэла и Майка, но осознает что представляет для них опасность и сдается полиции. У Клэр состоялся серьезный разговор с отцом, в ходе которого выясняются многие тайны. Ной просит дочь уничтожить все видеозаписи и убедиться что больше никто не узнает о её способности. Мэтт Паркман с напарницей допрашивают Бэннетов, но из-за "помех" Мэтт не может прочитать их мысли. Айзек Мэндес встречается с Хиро и Андо и с их помощью активирует свою способность. Питер Петрелли узнает жестокую правду о грядущем взрыве. |            |                                                                |                 |                             |                  |                     |
| 12 | 12         | «Godsend» «Божий дар»                                          | Пол Шапиро      | Тим Кринг                   | 22 января 2007   | 14.90               |
| Никки в тюрьме, она признается в убийстве людей и указывает где найти тела. Благодаря этому, Диэл может спокойно жить с Майком, с него сняты все обвинения. Хиро выходит на след меча с которым его видел Питер, но все оказывается куда сложнее и в дело вовлечен также и Линдерман. Клэр старательно скрывает что все еще помнит о своей способности и чувствует острое одиночество,поэтому вновь рассказывает Заку о своем даре. Мохиндер Суреш пытается заставить ФБР обратить внимание на список составленный его отцом, но в процессе он узнает о смерти Иден. Мэтт пытается вывести Ноя на чистую воду. Где-то в пустыне Невада Тед учится управлять своей силой. |            |                                                                |                 |                             |                  |                     |
| 13 | 13         | «The Fix» «Реабилитация»                                       | Терренс О `Хара | Натали Чейдез               | 29 января 2007   | 13.63               |
| Питер исчезает, чтобы его найти Нейтан объединяется с Мохиндером. Клэр пытается узнать правду о своих биологических родителях. Ною сообщают о смерти Сайлара. Диэл ощущает финансовые трудности одновременно с тем как понимает что сын от него отдаляется. Майк находит свой способ оплатить счета. |            |                                                                |                 |                             |                  |                     |
| 14 | 14         | «Distractions» «Помехи»                                        | Жанно Шварц     | Майкл Грин                  | 5 февраля 2007   | 14.61               |
| Отец Хиро Накамуры хочет вернуть сына в Японию. Клэр встречается со своей биологической матерью. В то же время, Сайлар проникает в дом Бэннетов в надежде завершить свои планы относительно Клэр. Питер пытается научиться контролировать свои способности. Айзак при помощи своего дара пытается найти Питера, но это приводит лишь к разногласиям с Симоной. Никки проходит сеанс терапии в больнице. |            |                                                                |                 |                             |                  |                     |
| 15 | 15         | «Run!» «Бежать!»                                               | Роксанн Доусон  | Адам Армус, Нора Кэй Фостер | 12 февраля 2007  | 14.68               |
| Клэр под домашним арестом из-за прогула занятий, однако ей удается выбраться к своей Мэредит чтоб увидеть отца.Сама же Мэредит выманивает деньги у отца Клэр. Мать отговаривает Нейтана от поездки в Техас под предлогом того, что до выборов осталось совсем немного времени. Мэтт устраивается частным охранником и оказывается вовлечен в дела Линдермана, как и Джессика, которой надо отдать долг за долгожданную свободу. Хиро и Андо пробираются в отель Линдермана чтобы найти меч, но неожиданно - находят Надежду. Махиндер обзванивает людей из списка, но оказывается, что верит ему лишь один претендент. |            |                                                                |                 |                             |                  |                     |
| 16 | 16         | «Unexpected» «Непредсказуемый»                                 | Грег Биман      | Джеф Лоуб                   | 19 февраля 2007  | 14.10               |
| 17 | 17         | «Company Man» «Преданный сотрудник»                            | Аллан Аркуш     | Брайан Фуллер               | 26 февраля 2007  | 14.42               |
| 18 | 18         | «Parasite» «Паразит»                                           | Кевин Брэй      | Кристофер Затта             | 5 марта 2007     | 14.90               |
| 19 | 19         | «.07 %» «Семь сотых процента»                                  | Адам Кейн       | Чак Ким                     | 23 апреля 2007   | 11.96               |
| 20 | 20         | «Five Years Gone» «Пять лет спустя»                            | Пол Эдвардс     | Джо Покаски                 | 30 апреля 2007   | 11.92               |
| 21 | 21         | «The Hard Part» «Самое сложное»                                | Джон Бэдэм      | Арон Эли Колейт             | 7 мая 2007       | 10.40               |
| 22 | 22         | «Landslide» «Разгром»                                          | Грег Биман      | Джесси Александер           | 14 мая 2007      | 11.54               |
| 23 | 23         | «How to Stop an Exploding Man» «Как остановить человека-бомбу» | Аллан Аркуш     | Тим Кринг                   | 21 мая 2007      | 13.48               |

## Второй сезон (2007—2007)
Второй сезон стартовал 24 сентября 2007 года. Из-за забастовки сценаристов были сняты 11 из 24 запланированных эпизодов. Это заставило продюсеров пересмотреть концепцию сезона, что охватило не только второй том, но и третий из запланированных.

### Том 2 — «Поколения» /Generations
| № общий | № в сезоне | Название                                          | Режиссёр      | Автор сценария             | Дата премьеры    | Зрители в США (млн) |
| ------- | ---------- | ------------------------------------------------- | ------------- | -------------------------- | ---------------- | ------------------- |
| 24      | 1          | «Four Months Later…» «Четыре месяца спустя…»      | Грег Биман    | Тим Кринг                  | 24 сентября 2007 | 16.97               |
| 25      | 2          | «Lizards» «Ящерицы»                               | Аллан Аркуш   | Майкл Грин                 | 1 октября 2007   | 11.96               |
| 26      | 3          | «Kindred» «Кровные узы»                           | Пол Эдвардс   | Дж. Дж. Филбин             | 8 октября 2007   | 10.91               |
| 27      | 4          | «The Kindness of Strangers» «Доброта незнакомцев» | Адам Кейн     | Тим Кринг                  | 15 октября 2007  | 11.41               |
| 28      | 5          | «Fight or Flight» «Бежать или сражаться»          | Лесли Глаттер | Джой Блейк и Мелисса Блейк | 22 октября 2007  | 9.44                |
| 29      | 6          | «The Line» «Черта»                                | Жанно Шварц   | Адам Армус и Кэй Фостер    | 29 октября 2007  | 10.51               |
| 30      | 7          | «Out of Time» «Времени нет»                       | Дэниел Аттиас | Арон Эли Колейт            | 5 ноября 2007    | 9.88                |
| 31      | 8          | «Four Months Ago…» «Четыре месяца назад…»         | Грег Биман    | Тим Кринг                  | 12 ноября 2007   | 11.16               |
| 32      | 9          | «Cautionary Tales» «Предостережения»              | Грег Яйтанс   | Джо Покаски                | 19 ноября 2007   | 10.81               |
| 33      | 10         | «Truth & Consequences» «Истина и её последствия»  | Адам Кейн     | Джесси Александер          | 26 ноября 2007   | 11.89               |
| 34      | 11         | «Powerless» «Бессилие»                            | Аллан Аркуш   | Джеф Лоуб                  | 3 декабря 2007   | 11.06               |

## Третий сезон (2008—2009)
Третий сезон, премьера которого состоялась 22 сентября 2008 года, состоит из 25 серий. Сезон включает в себя третий и четвёртый тома, названный «Злодеи» и «Беглецы», соответственно.

### Том 3 — «Злодеи» /Villains
| № общий | № в сезоне | Название                                       | Режиссёр             | Автор сценария                | Дата премьеры    | Зрители в США (млн) |
| ------- | ---------- | ---------------------------------------------- | -------------------- | ----------------------------- | ---------------- | ------------------- |
| 35      | 1          | «The Second Coming» «Второе пришествие»        | Аллан Аркуш          | Тим Кринг                     | 22 сентября 2008 | 10.09               |
| 36      | 2          | «The Butterfly Effect» «Эффект бабочки»        | Грег Биман           | Тим Кринг                     | 22 сентября 2008 | 10.09               |
| 37      | 3          | «One of Us, One of Them» «Один из нас»         | Серджо Мимика-Геззан | Джо Покаски                   | 29 сентября 2008 | 9.50                |
| 38      | 4          | «I Am Become Death» «Я есть смерть»            | Дэвид Фон Анкен      | Арон Эли Колейт               | 6 октября 2008   | 8.20                |
| 39      | 5          | «Angels and Monsters» «Ангелы и чудовища»      | Энтони Хемингуэй     | Адам Армус и Кэй Фостер       | 13 октября 2008  | 8.75                |
| 40      | 6          | «Dying of the Light» «Низвержение света»       | Дэниел Аттиас        | Чак Ким и Кристофер Затта     | 20 октября 2008  | 8.51                |
| 41      | 7          | «Eris Quod Sum» «Все там будем»                | Жанно Шварц          | Джесси Александер             | 27 октября 2008  | 8.19                |
| 42      | 8          | «Villains» «Злодеи»                            | Аллан Аркуш          | Роб Фреско                    | 10 ноября 2008   | 7.85                |
| 43      | 9          | «It’s Coming» «Совсем скоро»                   | Грег Яйтанс          | Тим Кринг                     | 17 ноября 2008   | 7.65                |
| 44      | 10         | «The Eclipse, Part 1» «Затмение, часть первая» | Грег Биман           | Арон Эли Колейт и Джо Покаски | 23 ноября 2008   | 7.51                |
| 45      | 11         | «The Eclipse, Part 2» «Затмение, часть вторая» | Холли Дэйл           | Арон Эли Колейт и Джо Покаски | 1 декабря 2008   | 8.00                |
| 46      | 12         | «Our Father» «Отец наш»                        | Жанно Шварц          | Адам Армус и Кэй Фостер       | 8 декабря 2008   | 7.72                |
| 47      | 13         | «Dual» «Две стороны»                           | Грег Биман           | Джеф Лоуб                     | 15 декабря 2008  | 7.87                |

### Том 4 — «Беглецы» /Fugitives
| № общий | № в сезоне | Название                                                | Режиссёр             | Автор сценария                                 | Дата премьеры   | Зрители в США (млн) |
| ------- | ---------- | ------------------------------------------------------- | -------------------- | ---------------------------------------------- | --------------- | ------------------- |
| 48      | 14         | «A Clear and Present Danger» «Прямая и явная угроза»    | Грег Яйтанс          | Тим Кринг                                      | 2 февраля 2009  | 8.55                |
| 49      | 15         | «Trust and Blood» «Вера и кровь»                        | Аллан Аркуш          | Марк Верхайден                                 | 10 февраля 2009 | 7.90                |
| 50      | 16         | «Building 26» «Здание двадцать шесть»                   | Серджо Мимика-Геззан | Роб Фреско                                     | 17 февраля 2009 | 7.74                |
| 51      | 17         | «Cold Wars» «Холодные войны»                            | Сет Манн             | Кристофер Затта, Джо Покаски и Арон Эли Колейт | 24 февраля 2009 | 7.07                |
| 52      | 18         | «Exposed» «Разоблачение»                                | Эрик Ланёвилль       | Адам Армус и Кэй Фостер                        | 3 марта 2009    | 7.15                |
| 53      | 19         | «Shades of Gray» «Оттенки серого»                       | Грег Биман           | Оливер Григсби                                 | 10 марта 2009   | 6.70                |
| 54      | 20         | «Cold Snap» «Зимняя стужа»                              | Грег Яйтанс          | Брайан Фуллер                                  | 17 марта 2009   | 6.47                |
| 55      | 21         | «Into Asylum» «Убежище»                                 | Джеймс Чори          | Джо Покаски                                    | 31 марта 2009   | .42                 |
| 56      | 22         | «Turn and Face the Strange» «Перед лицом неизвестности» | Жанно Шварц          | Роб Фреско и Марк Верхайден                    | 7 апреля 2009   | 6.11                |
| 57      | 23         | «1961» «Тысяча девятьсот шестьдесят первый»             | Адам Кейн            | Арон Эли Колейт                                | 14 апреля 2009  | 6.83                |
| 58      | 24         | «I am Sylar» «Я Сайлар»                                 | Аллан Аркуш          | Адам Армус и Кэй Фостер                        | 21 апреля 2009  | 6.46                |
| 59      | 25         | «An Invisible Thread» «Незримая нить»                   | Грег Биман           | Тим Кринг                                      | 28 апреля 2009  | 6.47                |

## Четвёртый сезон (2009—2010)
Четвёртый сезон, включающий том «Искупление» (англ. Redemption), стартовал 21 сентября 2009 года и содержит в себе 19 серий.

### Том 5 — «Искупление» /Redemption
| № общий | № в сезоне | Название                                       | Режиссёр                   | Автор сценария                     | Дата премьеры    | Зрители в США (млн) |
| ------- | ---------- | ---------------------------------------------- | -------------------------- | ---------------------------------- | ---------------- | ------------------- |
| 60      | 1          | «Orientation» «Ориентация»                     | Эд Бьянчи и Дэвид Стрейтон | Адам Армус, Кэй Фостер и Тим Кринг | 21 сентября 2009 | 6.02 / 5.77         |
| 61      | 2          | «Ink» «Чернила»                                | Роксанн Доусон             | Арон Эли Колейт                    | 21 сентября 2009 | 5.82                |
| 62      | 3          | «Acceptance» «Посмотри правде в глаза»         | Кристофер Мисиано          | Брайан Фуллер                      | 6 октября 2009   | 5.41                |
| 63      | 4          | «Hysterical Blindness» «Истерическая слепота»  | Эс Джей Кларксон           | Джо Покаски                        | 14 октября 2009  | 5.64                |
| 64      | 5          | «Tabula Rasa» «Табула раса»                    | Джим Чори                  | Роб Фреско                         | 20 октября 2009  | 5.67                |
| 65      | 6          | «Strange Attractors» «Странное притяжение»     | Такер Гейтс                | Хуан Карлос Кото                   | 27 октября 2009  | 5.86                |
| 66      | 7          | «Once Upon a Time in Texas» «Однажды в Техасе» | Нейт Гудман                | Арон Эли Колейт и Ори Уоллингтон   | 3 ноября 2009    | 6.18                |
| 67      | 8          | «Shadowboxing» «Бой с тенью»                   | Джим Чори                  | Миша Грин и Джо Покаски            | 10 ноября 2009   | 5.35                |
| 68      | 9          | «Brother’s Keeper» «Сторож брату моему»        | Брайан Спайсер             | Роб Фреско и Марк Верхайден        | 17 ноября 2009   | 5.07                |
| 69      | 10         | «Thanksgiving» «День благодарения»             | Сет Манн                   | Адам Армус и Кэй Фостер            | 24 ноября 2009   | 5.17                |
| 70      | 11         | «The Fifth Stage» «Пятая ступень»              | Кевин Даулинг              | Тим Кринг                          | 1 декабря 2009   | 5.90                |
| 71      | 12         | «Upon This Rock» «На камне этом»               | Рон Андервуд               | Хуан Карлос Кото                   | 4 января 2010    | 5.30                |
| 72      | 13         | «Let It Bleed» «Пусть льётся кровь»            | Жанно Шварц                | Джим Мартин                        | 4 января 2010    | 4.57                |
| 73      | 14         | «Close to You» «Рядом с тобой»                 | Роксанн Доусон             | Роб Фреско                         | 11 января 2010   | 4.71                |
| 74      | 15         | «Pass/Fail» «Зачёт/Незачёт»                    | Майкл Нанкин               | Оливер Григсби                     | 18 января 2010   | 3.93                |
| 75      | 16         | «The Art of Deception» «Искусство обмана»      | Эс Джей Кларксон           | Марк Верхайден и Миша Грин         | 25 января 2010   | 4.29                |
| 76      | 17         | «The Wall» «Стена»                             | Аллан Аркуш                | Адам Армус и Кэй Фостер            | 1 февраля 2010   | 4.40                |
| 77      | 18         | «Brave New World» «О, дивный новый мир»        | Адам Кейн                  | Тим Кринг                          | 8 февраля 2010   | 4.41                |